# Kungariket Kuba

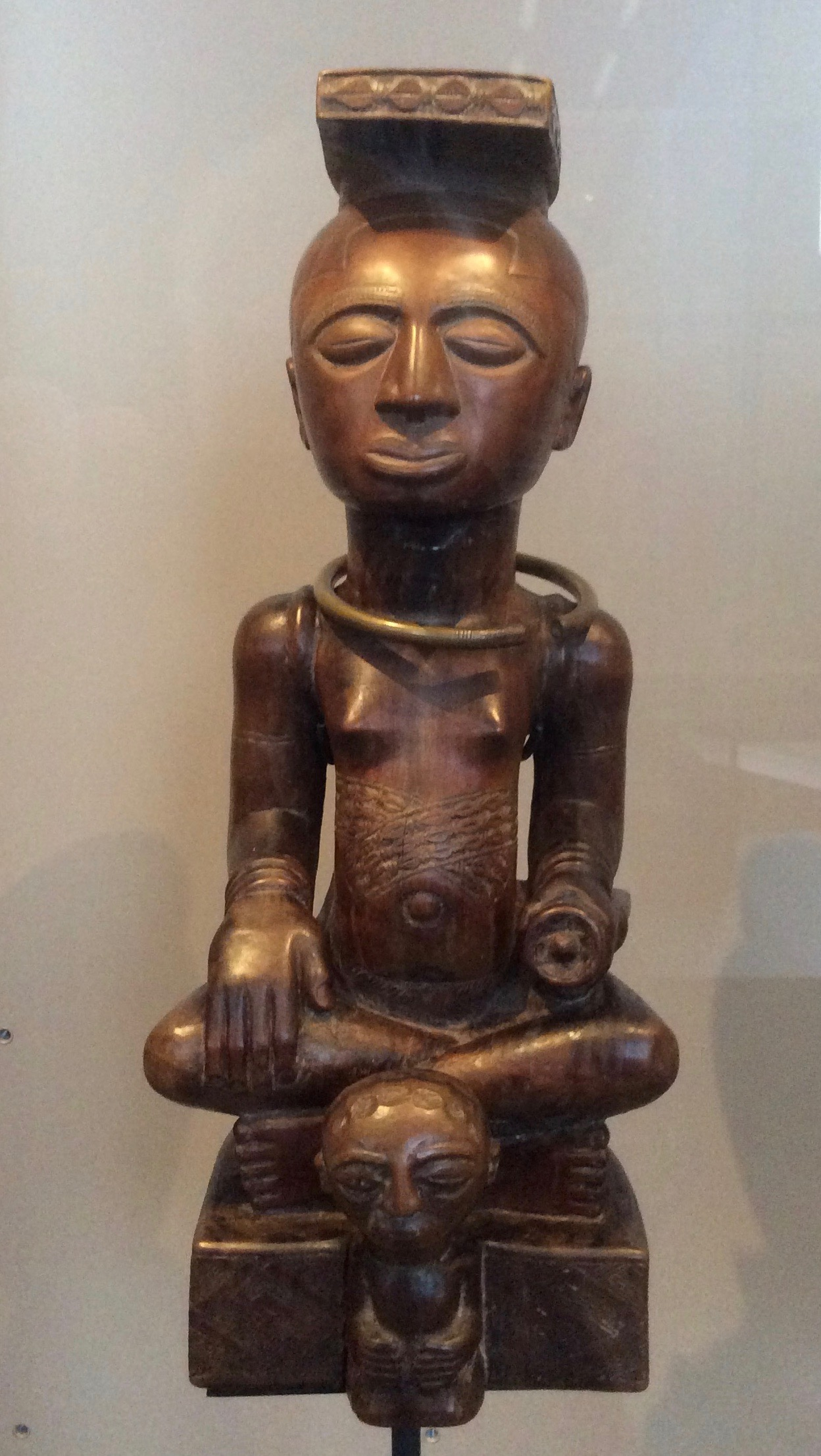
Ndop av Kung Miko miMbul, som regerade under tidigt 1800-tal, Kungliga Centralafrikanska museet i Bryssel

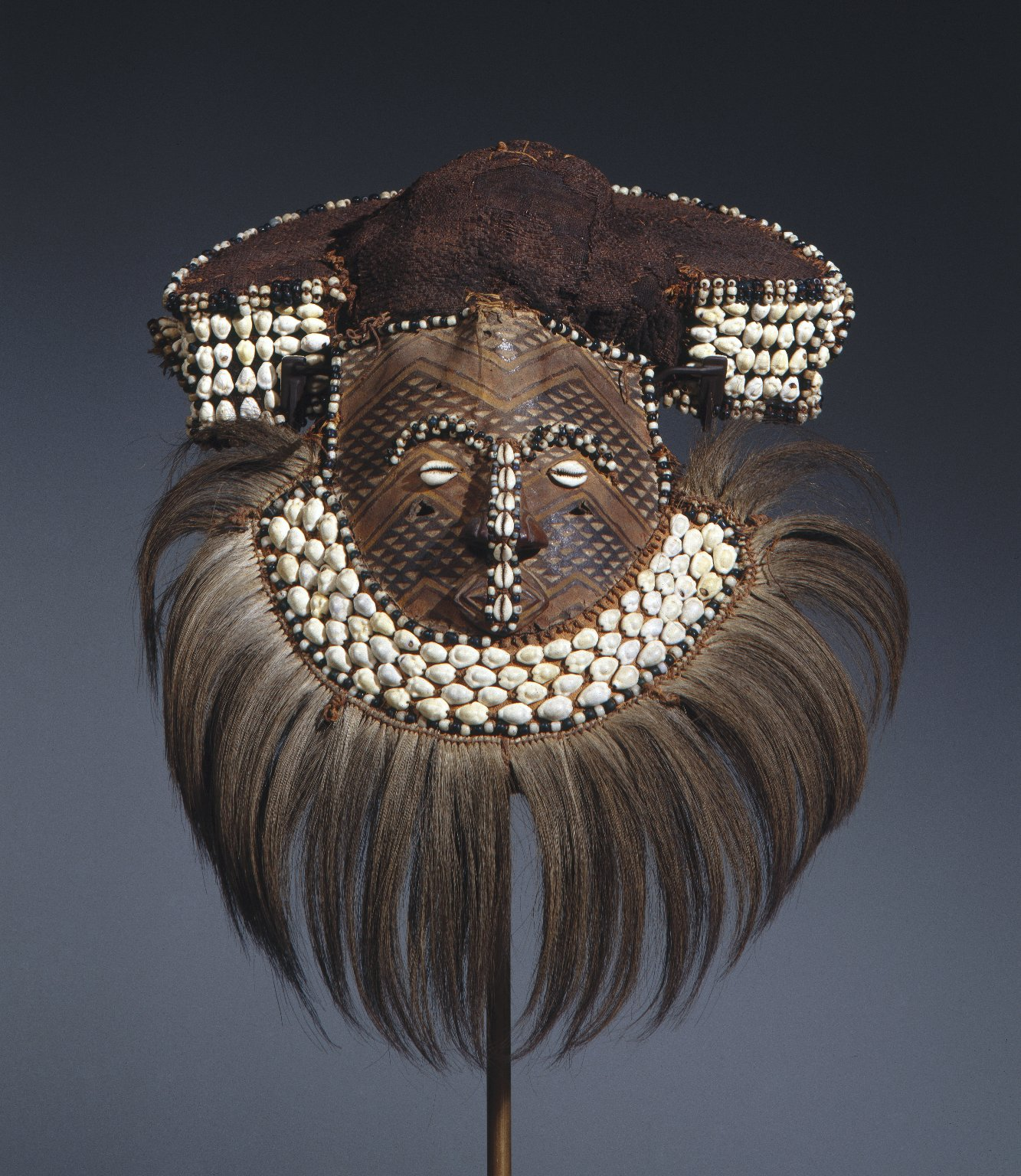
En Mwaash aMbooy-mask, som representerar Woot, den mytiska grundaren av kungariket Kuba

Kungariket Kuba, eller kungariket Bakuba eller Bushongo, var ett kungarike i nuvarande provinsen Kasai i Demokratiska republiken Kongo (Kongo-Kinshasa).
Kungariket Kuba uppstod omkring 1600-talet i området mellan floderna Sankuru, Lulua och Kasai i den sydvästra delen av nuvarande Demokratiska republiken Kongo. Huvudstad var Nsheng (Mushenge). Kungariket erövrades av belgarna under Leopold II omkring 1900.
Kuba var en sammanslutning av flera mindre bushoongtalande riken och vissa andra riken. Det ursprungliga bantutalande Kubafolket flyttade till området på 1500-talet norrifrån. Inom kungariket fanns 19 olika stammar. Kungariket finns fortfarande kvar och leds av en nyim (kung). Nuvarande nyim är Kot Mbweki III (eller Kok Mmabiintosh III), som regerat från 1969.

## Historik

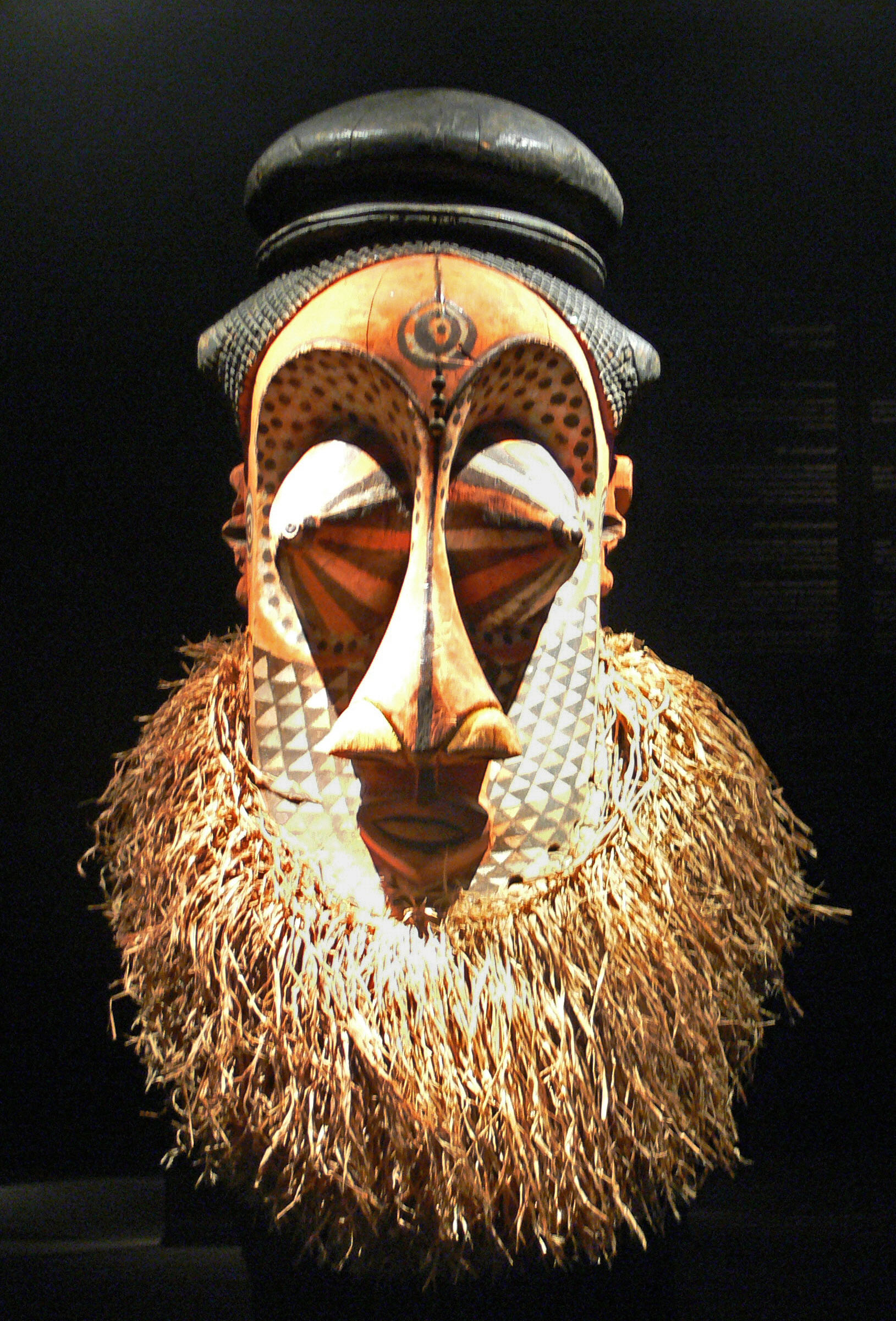
Hjälmmask ("mulwalwa") från södra Kuba, 1800-tal eller tidigt 1900-tal

Kungariket började som en sammanslutning av ett antal hövdingadömen i olika stammar utan egentlig centralmakt. Omkring 1625 lade en utifrån kommande person, Shyaam a-Mbul a Ngoong, beslag på en av hövdingaposterna och förenade alla stammarna under sig. Traditionen säger att Shyaam a-Mbul var en adopterad son till en drottning av Kuba. Shyaam a-Mbul studerade kungarikena Pende och Kongo i väster och byggde därefter upp Kubas politiska, sociala och ekonomiska institutioner. Styret i Kuba omorganiserades som ett titulärt meritbaserat system, men makten låg kvar hos aristokratin. Kubas kung tillhörde Bushoong-stammen. Kungen var ansvarig inför ett råd vid hovet, i vilket alla stammar var representerade genom sina eliter.
Efter hand tillägnade sig riket teknologi från närliggande folk. Dessutom importerades grödor via dessa från Nord- och Sydamerika, som majs, tobak, kassava och bönor. Det utvecklade ett förfinat politiskt system med valda politiska ämbetsmän och ett rättssystem med juryer. Kuba blev ett förmöget rike, vilket ledde till att ett förfinat konsthantverk utvecklades för överklassens bruk. Kungarna av Kuba använde sig de mest raffinerade konsthantverksprodukterna för ceremoniella ändamål och begravdes tillsammans med dessa artefakter.
Kungariket Kuba hade sin storhetstid vid mitten av 1800-talet. Européer började anlända 1884, men området kom inte att beröras av slavhandeln som de närliggande kungarikena Kongo och Ndongo närmare Atlanten, eftersom det låg förhållandevis isolerat.

## Konsthantverk i Kuba
Kuba är känt för sina broderade raffiatyger, tyger som är vävda av naturfiber från palmen Raphia vinifera, för utsmyckade huvudbonader, snidade palmvinsskålar och kosmetikaaskar. Det är dock mest känt för sina överdådiga hjälmmasker, som är utsmyckade med geometriska mönster, tyger, frön och snäckskal.  
Kubaaskarna kallades "ngedi mu ntey" i Kuba och innehåller vanligen rött "tukula"-pulver och -pasta, som görs av mald märg av trädslag som Baphia nitida. Röd färg är betydelsefull för uppfattning av skönhet hos Kubafolket och användes därför för att färga ansikte, hår och bröst vid danser och viktiga ceremonier, liksom för att smörja in kroppar som skulle begravas. Tukula  blandades också med andra pigment för att färga raffiatyg.
Från omkring 1700 introducerade Kung Misha mi-Shyaang a-Mbul träskulpturer som kallas ndop, snidade för att likna kungen och representera dennes regeringstid. Sådana ndop snidas numera också i Nsheng för försäljning.

## Religion och myter
Kuba dyrkade Mbombo, den himmelske fadern, som skapade solen, månen, stjärnorna och planeterna. Han skapade också livet tillsammans med jordens moder. Dessa båda gudomar var avlägsna och folket i Kuba fäste större vikt vid en mer närliggande övernaturlig varelse som kallades Woot och som gav namn till djuren och till andra ting. Woot var den första människan och den som var upphov till civilisationen. Kuba kallade sig ibland "Woots barn".